# Famille Poot Baudier
Cette page explique l’histoire ou répertorie les différents membres de la famille Poot Baudier.
Pour les articles homonymes, voir Poot.
Pour un article plus général, voir Famille Poot.
Originaire de l'ancienne franchise d'Over-Yssche en Brabant, la famille Poot s'est établie au XVIIe siècle à Bruxelles, ou plusieurs de ses membres furent reçus au lignage Sweerts en 1756, 1784 et 1790, ainsi que comme avocats par le Conseil souverain de Brabant.

## Armes
écartelé : aux 1 et 4, de gueules à trois épées d'argent garnies d'or posées en barre, les pointes en bas (qui et Poot); aux 2 et 3, gironné de gueules et d'hermine de dix pièces (qui est Baudier) ou écartelé : aux 1 et 4, de gueules à trois épées basses d'argent garnies d'or posées en barre et rangées en pal; aux 2 et 3, gironné de gueules et d'hermine de dix pièces

## Évolution des armes
Les armes primitives étaient  de gueules à trois épées basses d'argent posées en barre et rangées en pal. Lors de son admission au lignage Sweerts, elle y fut reçue au port de ces armes écartelées à celle de la famille Struelens : d'argent au lion de gueules armé et lampassé d'azur accompagné entre la seconde et la troisième patte de trois fleurs de lis au pied coupé mal ordonnées d'azur. Dans la seconde moitié du XIXe siècle, l'écartelé Poot Struelens fut remplacé par l'écartelé  Poot Baudier pour tous les descendants de Joseph-Joachim Poot et de Marie-Caroline Baudier, laquelle avait obtenu, par arrêté royal du 2 juin 1857, de joindre au nom de leur père celui de Baudier.

Poot
Poot Struelens
Poot Baudier

## Généalogie
I. François Jean-Benoit Poot
II. Joseph-Joachim Poot , épouse à Bruxelles le 26 novembre 1839 Marie-Caroline Baudier
III. Léon-Charles-Marie Poot Baudier
IV.  Étienne Poot Baudier, épouse Suzanne de Marteau. Dont :
- André; qui suit sous V ;
- Roger; qui suit sous Vbis.

V. André Poot Baudier, épouse Elisabeth Morel de Westgaver. Dont :
- Colette
- Françoise
- Étienne
  - Fabienne ° 1974;
  - Charles ° 1975, épouse Caroline Sellier. Dont :
- - Clementine 2003, Charline 2006, Esteban 2008, Celestine 2010
  - Valérie ° 1977.

Vbis. Roger Poot Baudier, épouse Michèle de Thier. Dont :
- Isabelle, épouse Foulques Tassin de Montaigu, dont postérité ;
- Réginald
- Idès, épouse Chantal de Hemptinne. Dont :
  - Guillaume ° 1979;
  - Gilles ° 1981;
  - Charlotte ° 1985;
- Michel, épouse Florence Delsemme. Dont :
  - Valentine ° 1981
  - Louis ° 1982.